# Le Bourgeois gentilhomme
Le Bourgeois gentilhomme (traduzido para o português como O Burguês Fidalgo, O Cavalheiro Burguês, O Burguês Gentil-Homem e O Burguês Ridículo) é uma comédia-balé — uma peça de teatro com diálogo falado, entremeada com música e dança — em cinco atos de Molière, encenada pela primeira vez em 14 de outubro de 1670 diante da corte do rei francês Luís XIV, no Castelo de Chambord, pela trupe de atores do próprio dramaturgo. A música da comédie-ballet foi composta por Jean-Baptiste Lully, e sua coreografia é de autoria de Pierre Beauchamp; a cenografia ficou a cargo de Carlo Vigarani, e as roupas a cargo do chevalier d’Arvieux.
Le Bourgeois gentilhomme satiriza as tentativas de alpinismo social e a personalidade burguesa, ridicularizando tanto a classe média vulgar e pretensiosa quanto a esnobe e vaidosa aristocracia. O título é um oxímoro; na França de Molière, um "gentilhomme" ("cavalheiro") era, por definição, nascido nobre, e como tal não era possível a existência de um cavalheiro burguês. O texto da peça está em prosa, com exceção das aberturas do balé, feitas em verso.

## Performances

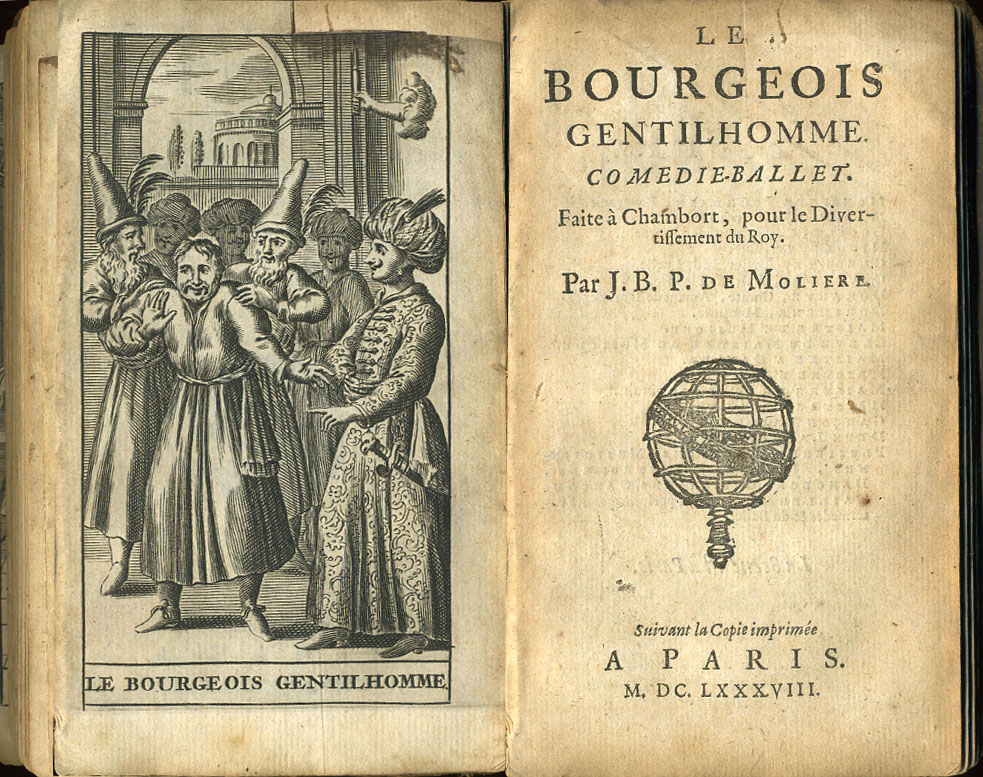
Frontispício e página-título de edição de 1688 do Bourgeois gentilhomme.

A produção original da peça reuniu os melhores atores e músicos de sua época. O próprio Molière interpretou o papel do Senhor Jourdain, vestido com roupas brilhantes decoradas com laços prateados e penas multicoloridas; Hubert interpretou o papel-travesti da Senhora Jourdain; Mademoiselle de Brie interpretou Dorimène, Armande Béjart o papel de Lucile, enquanto o compositor Jean-Baptiste Lully desempenhou o papel de dança do mufti, na cerimônia turca do último ato.
Le Bourgeois gentilhomme refletia a moda então corrente das turqueries, envolvendo tudo o que fosse relacionado ao Império Otomano, iniciada com o escândalo causado pelo embaixador turco Suleiman Aga que, após visitar a corte de Luís XIV, em 1669, afirmou a superioridade da corte otomana sobre a do Rei Sol.
A primeira performance de Der Bürger als Edelmann, versão alemã da peça, foi realizada em 25 de outubro de 1912, adaptada por Hugo von Hofmannsthal e com música incidental de Richard Strauss. A turquerie foi substituída por um acréscimo operático, Ariadne auf Naxos, composto por Strauss sobre um libreto do mesmo Hofmannsthal, e inserido na própria peça, no qual as exigências excêntricas de Jourdain fazem que Ariadne seja abandonada numa ilha deserta onde também está uma trupe de commedia dell'arte. A performance foi dirigida por Max Reinhardt, e a combinação de peça e ópera se revelou problemática. Hofmannsthal criou uma versão revisada da peça, trazendo de volta a turquerie e eliminando a ópera; Strauss também incluiu mais um trecho de música incidental, que continha alguns arranjos da música de Lully, ao mesmo tempo em que o antigo acréscimo recebeu um prólogo operático separado — forma na qual Ariadne costuma ser executada hoje em dia.
George Balanchine coreografou uma versão moderna da obra em 1979 para a Ópera da Cidade de Nova York, utilizando-se da partitura de Strauss. A produção contava com Jean-Pierre Bonnefoux, Patricia McBride, Rudolf Nureyev, Darla Hoover, Michael Puleo e estudantes da Escola Americana de Balé.

## Texto

### Personagens
Senhor Jourdain, um burguês
Senhora Jourdain, sua esposa
Lucile: sua filha
Nicole: sua criada
Cléonte: pretendente de Lucile
Covielle: criado de Cléonte, interessado por Nicole
Dorante: conde, pretendente de Dorimène
Dorimène: marquesa, uma viúva
Professor de música
Pupilo do professor de música
Professor de dança
Professor de esgrima
Professor de filosofia
Alfaiate
Aprendiz de alfaiate
Dois criados
Diversos músicos, instrumentistas, dançarinos, cozinheiros, aprendizes de alfaiate e outros personagens (homens e mulheres) são necessários para os interlúdios.

### Sinopse
A peça se passa inteiramente na casa do personagem principal, em Paris. O pouco inteligente Jourdain, um burguês de meia idade cujo pai enriqueceu como comerciante de tecidos, tem como única meta na sua vida ascender de seu status como membro da classe média e ser aceito como um cavalheiro aristocrata. Para conseguir isto, encomenda roupas esplêndidas (e se deleita, ingenuamente, quando o ajudante do alfaiate o chama, de maneira sarcástica, de "meu Senhor"), e se empenha para aprender as artes cavalheirescas da dança, música, filosofia e esgrima, apesar de sua idade já avançada; em suas tentativas acaba sempre por fazer um papel ridículo, para o desgosto de seus professores. Numa cena célebre, sua aula de filosofia acaba se transformando numa lição básica de francês na qual ele se surpreende ao descobrir que falou em prosa por toda a sua vida sem nem o saber.
A senhora Jourdain, sua esposa razoável, vê a situação constrangedora pela qual ele está passando e pede a ele que retorne a sua vida despretensiosa de classe média, sem obter sucesso. Um nobre aproveitador e sem dinheiro chamado Dorante acaba por se associar ao senhor Jourdain, que ele odeia secretamente, porém adula em público, estimulando seus sonhos aristocráticos (como mentindo que ele teria mencionado seu nome ao rei, em Versalhes), de modo a conseguir que Jourdain pague suas dívidas. Os sonhos de ascensão social de Jourdain cada vez ficam maiores: ele sonha em se casar com uma marquesa, Dorimène, e em casar sua filha Lucille com um nobre. Ela, no entanto, está apaixonada com um rapaz de classe média, Cléonte, com quem ele a proíbe de se casar.
Cléonte então, com a ajuda de seu valete, Covielle, se disfarça e se apresenta a Jourdain como filho do sultão otomano. Jourdain é arrebatado e consente com prazer em conceder sua filha em casamento a um monarca estrangeiro, e fica ainda mais embevecido quando o "príncipe turco" o informa que, como pai da noiva, também receberá um título de nobreza numa cerimônia especial. A peça se encerra nesta cerimônia ridícula, com o sabir fazendo as vezes de turco.